# WTA 125 2023
WTA 125 2023 – sezon profesjonalnych kobiecych turniejów tenisowych niższej kategorii organizowanych przez Women’s Tennis Association w 2023 roku. Obejmuje 31 turniejów z pulą nagród wynoszącą 115 000 dolarów amerykańskich. Zawody rozgrywane w ramach WTA 125 nie są zaliczane do głównego cyklu rozgrywek WTA Tour.

## Kalendarz turniejów
| Data            | Turniej                                                         | Zwyciężczynie                                  | Wynik                | Finalistki                                  | Półfinalistki                               | Ćwierćfinalistki                                                               |
| --------------- | --------------------------------------------------------------- | ---------------------------------------------- | -------------------- | ------------------------------------------- | ------------------------------------------- | ------------------------------------------------------------------------------ |
| 30 stycznia     | Copa Oster Cali Ceglana                                         | Nadia Podoroska                                | 6:4, 6:2             | Paula Ormaechea                             | Emiliana Arango Laura Pigossi               | Fernanda Contreras Gómez Martina Colmegna Elvina Kalieva Wałerija Strachowa    |
| 30 stycznia     | Copa Oster Cali Ceglana                                         | Weronika Falkowska Katarzyna Kawa              | 6:1, 5:7, 10–6       | Kyōka Okamura You Xiaodi                    | Emiliana Arango Laura Pigossi               | Fernanda Contreras Gómez Martina Colmegna Elvina Kalieva Wałerija Strachowa    |
| 27 marca        | San Luis Potosí Open San Luis Potosí Ceglana                    | Elisabetta Cocciaretto                         | 5:7, 6:4, 7:5        | Sara Errani                                 | Elina Awanesian Kaja Juvan                  | Emiliana Arango Tatjana Maria Laura Pigossi Tamara Zidanšek                    |
| 27 marca        | San Luis Potosí Open San Luis Potosí Ceglana                    | Aliona Bolsova Andrea Gámiz                    | 7:6(5), 6:4          | Oksana Kalasznikowa Katarzyna Piter         | Elina Awanesian Kaja Juvan                  | Emiliana Arango Tatjana Maria Laura Pigossi Tamara Zidanšek                    |
| 1 maja          | Catalonia Open Reus Ceglana                                     | Sorana Cîrstea                                 | 6:1, 4:6, 7:6(1)     | Elizabeth Mandlik                           | Lauren Davis Dajana Jastremśka              | Catherine McNally Camila Osorio Nuria Párrizas Díaz Jil Teichmann              |
| 1 maja          | Catalonia Open Reus Ceglana                                     | Storm Hunter Ellen Perez                       | 6:1, 7:6(8)          | Alexa Guarachi Erin Routliffe               | Lauren Davis Dajana Jastremśka              | Catherine McNally Camila Osorio Nuria Párrizas Díaz Jil Teichmann              |
| 1 maja          | L’Open 35 de Saint-Malo Saint-Malo Ceglana                      | Sloane Stephens                                | 6:3, 6:4             | Greet Minnen                                | Elina Switolina Katie Volynets              | Magdalena Fręch Léolia Jeanjean Emma Navarro Jessika Ponchet                   |
| 1 maja          | L’Open 35 de Saint-Malo Saint-Malo Ceglana                      | Greet Minnen Bibiane Schoofs                   | 7:6(7), 7:6(3)       | Ulrikke Eikeri Eri Hozumi                   | Elina Switolina Katie Volynets              | Magdalena Fręch Léolia Jeanjean Emma Navarro Jessika Ponchet                   |
| 15 maja         | Trophee Clarins Paryż Ceglana                                   | Diane Parry                                    | walkower             | Catherine McNally                           | Katie Volynets Warwara Graczowa             | Alizé Cornet Nao Hibino Linda Nosková Kamilla Rachimowa                        |
| 15 maja         | Trophee Clarins Paryż Ceglana                                   | Anna Danilina Wiera Zwonariowa                 | 5:7, 7:6(2), 14–12   | Nadija Kiczenok Alycia Parks                | Katie Volynets Warwara Graczowa             | Alizé Cornet Nao Hibino Linda Nosková Kamilla Rachimowa                        |
| 15 maja         | Firenze Ladies Open Florencja Ceglana                           | Jasmine Paolini                                | 6:3, 7:5             | Taylor Townsend                             | Lucia Bronzetti Sara Errani                 | Priscilla Hon Ylena In-Albon Matilde Paoletti Eugenie Bouchard                 |
| 15 maja         | Firenze Ladies Open Florencja Ceglana                           | Vivian Heisen Ingrid Neel                      | 1:6, 6:2, 10–8       | Asia Muhammad Giuliana Olmos                | Lucia Bronzetti Sara Errani                 | Priscilla Hon Ylena In-Albon Matilde Paoletti Eugenie Bouchard                 |
| 5 czerwca       | Makarska Open Makarska Ceglana                                  | Majar Szarif                                   | 2:6, 7:6(6), 7:5     | Jasmine Paolini                             | Diane Parry Rebecca Šramková                | Kateryna Baindl Ana Konjuh Linda Nosková Yuan Yue                              |
| 5 czerwca       | Makarska Open Makarska Ceglana                                  | Ingrid Neel Wu Fang-hsien                      | 6:3, 7:5             | Anna Sisková Renata Voráčová                | Diane Parry Rebecca Šramková                | Kateryna Baindl Ana Konjuh Linda Nosková Yuan Yue                              |
| 5 czerwca       | Torneig Internacional de Solgironès La Bisbal d’Empordà Ceglana | Arantxa Rus                                    | 7:6(2), 6:3          | Panna Udvardy                               | María Carlé Rebeka Masarova                 | Caroline Dolehide Kaja Juvan Nadia Podoroska Jil Teichmann                     |
| 5 czerwca       | Torneig Internacional de Solgironès La Bisbal d’Empordà Ceglana | Caroline Dolehide Diana Sznajder               | 7:6(5), 6:3          | Aliona Bolsova Rebeka Masarova              | María Carlé Rebeka Masarova                 | Caroline Dolehide Kaja Juvan Nadia Podoroska Jil Teichmann                     |
| 12 czerwca      | Open de Valencia Walencja Ceglana                               | Majar Szarif                                   | 6:3, 6:3             | Marina Bassols Ribera                       | Tamara Korpatsch Nadia Podoroska            | Mirjam Björklund Jéssica Bouzas Maneiro Sara Errani Ann Li                     |
| 12 czerwca      | Open de Valencia Walencja Ceglana                               | Aliona Bolsova Andrea Gámiz                    | 6:4, 4:6, 10–7       | Angielina Gabujewa Irina Chromaczowa        | Tamara Korpatsch Nadia Podoroska            | Mirjam Björklund Jéssica Bouzas Maneiro Sara Errani Ann Li                     |
| 19 czerwca      | Veneto Open Gaiba Trawiasta                                     | Ashlyn Krueger                                 | 3:6, 6:4, 7:5        | Tatjana Maria                               | Olga Danilović Robin Montgomery             | Ysaline Bonaventure Lucrezia Stefanini Yuan Yue Yanina Wickmayer               |
| 19 czerwca      | Veneto Open Gaiba Trawiasta                                     | Han Na-lae Jang Su-jeong                       | 6:3, 3:6, 10–6       | Weronika Falkowska Katarzyna Piter          | Olga Danilović Robin Montgomery             | Ysaline Bonaventure Lucrezia Stefanini Yuan Yue Yanina Wickmayer               |
| 10 lipca        | Grand Est Open 88 Contrexéville Ceglana                         | Arantxa Rus                                    | 6:3, 6:3             | Anastasija Pawluczenkowa                    | Fiona Ferro Tereza Martincová               | Cristina Bucșa Sara Errani Anna-Lena Friedsam Eva Lys                          |
| 10 lipca        | Grand Est Open 88 Contrexéville Ceglana                         | Cristina Bucșa Alona Fomina-Klotz              | 4:6, 6:3, 10–7       | Amina Anshba Anastasia Dețiuc               | Fiona Ferro Tereza Martincová               | Cristina Bucșa Sara Errani Anna-Lena Friedsam Eva Lys                          |
| 10 lipca        | Nordea Open Båstad Ceglana                                      | Olga Danilović                                 | 7:6(4), 3:6, 6:3     | Emma Navarro                                | Louisa Chirico Julija Putincewa             | Aliona Bolsova Claire Liu Wiktorija Tomowa Tamara Zidanšek                     |
| 10 lipca        | Nordea Open Båstad Ceglana                                      | Irina Chromaczowa Panna Udvardy                | 4:6, 6:3, 10–5       | Eri Hozumi Jang Su-jeong                    | Louisa Chirico Julija Putincewa             | Aliona Bolsova Claire Liu Wiktorija Tomowa Tamara Zidanšek                     |
| 17 lipca        | BCR Iași Open Iași Ceglana                                      | Ana Bogdan                                     | 6:2, 6:3             | Irina-Camelia Begu                          | Raluca Șerban Tamara Zidanšek               | Darja Astachowa Laura Pigossi Jil Teichmann Simona Waltert                     |
| 17 lipca        | BCR Iași Open Iași Ceglana                                      | Veronika Erjavec Dalila Jakupović              | 6:4, 6:4             | Irina Bara Monica Niculescu                 | Raluca Șerban Tamara Zidanšek               | Darja Astachowa Laura Pigossi Jil Teichmann Simona Waltert                     |
| 7 sierpnia      | Polish Open Grodzisk Mazowiecki Twarda                          | Dajana Jastremśka                              | 2:6, 6:1, 6:3        | Greet Minnen                                | Maja Chwalińska Zeynep Sönmez               | Martyna Kubka Eva Lys Tereza Martincová Noma Noha Akugue                       |
| 7 sierpnia      | Polish Open Grodzisk Mazowiecki Twarda                          | Katarzyna Kawa Elixane Lechemia                | 6:3, 6:4             | Naiktha Bains Maia Lumsden                  | Maja Chwalińska Zeynep Sönmez               | Martyna Kubka Eva Lys Tereza Martincová Noma Noha Akugue                       |
| 14 sierpnia     | Golden Gate Open Stanford Twarda                                | Wang Yafan                                     | 6:2, 6:0             | Kamilla Rachimowa                           | Moyuka Uchijima Yuan Yue                    | Jodie Burrage Mai Hontama Iryna Szymanowicz Bai Zhuoxuan                       |
| 14 sierpnia     | Golden Gate Open Stanford Twarda                                | Jodie Burrage Olivia Gadecki                   | 7:6(4), 6:7(6), 10–8 | Hailey Baptiste Claire Liu                  | Moyuka Uchijima Yuan Yue                    | Jodie Burrage Mai Hontama Iryna Szymanowicz Bai Zhuoxuan                       |
| 14 sierpnia     | Barranquilla Open Barranquilla Twarda                           | Tatjana Maria                                  | 6:1, 6:2             | Fiona Ferro                                 | Varvara Lepchenko Anna Karolína Schmiedlová | Irina Fetecău Carole Monnet Laura Pigossi Daria Saville                        |
| 14 sierpnia     | Barranquilla Open Barranquilla Twarda                           | Valentini Grammatikopoulou Despina Papamichail | 7:6(2), 7:5          | Yuliana Lizarazo María Paulina Pérez García | Varvara Lepchenko Anna Karolína Schmiedlová | Irina Fetecău Carole Monnet Laura Pigossi Daria Saville                        |
| 21 sierpnia     | Chicago Women's Open Chicago Twarda                             | Wiktorija Tomowa                               | 6:1, 6:4             | Claire Liu                                  | Lucia Bronzetti Cristina Bucșa              | Kateryna Baindl Rebeka Masarova Rebecca Peterson Kamilla Rachimowa             |
| 21 sierpnia     | Chicago Women's Open Chicago Twarda                             | Ulrikke Eikeri Ingrid Neel                     | walkower             | Cristina Bucșa Aleksandra Panowa            | Lucia Bronzetti Cristina Bucșa              | Kateryna Baindl Rebeka Masarova Rebecca Peterson Kamilla Rachimowa             |
| 4 września      | Open Delle Puglie Bari Ceglana                                  | Tamara Zidanšek                                | 3:6, 7:5, 6:1        | Rebecca Šramková                            | Alizé Cornet Jana Fett                      | Jaqueline Cristian Katarzyna Kawa Jennifer Ruggeri Zeynep Sönmez               |
| 4 września      | Open Delle Puglie Bari Ceglana                                  | Katarzyna Kawa Anna Sisková                    | 6:1, 6:2             | Valentini Grammatikopoulou Elixane Lechemia | Alizé Cornet Jana Fett                      | Jaqueline Cristian Katarzyna Kawa Jennifer Ruggeri Zeynep Sönmez               |
| 11 września     | WTA Zavarovalnica Sava Ljubljana Lublana Ceglana                | Marina Bassols Ribera                          | 6:0, 7:6(2)          | Zeynep Sönmez                               | Miriam Bulgaru Tamara Zidanšek              | Erika Andriejewa Dalma Gálfi Lucija Ćirić Bagarić Katarzyna Kawa               |
| 11 września     | WTA Zavarovalnica Sava Ljubljana Lublana Ceglana                | Amina Anshba Quinn Gleason                     | 6:3, 6:4             | Freya Christie Yuliana Lizarazo             | Miriam Bulgaru Tamara Zidanšek              | Erika Andriejewa Dalma Gálfi Lucija Ćirić Bagarić Katarzyna Kawa               |
| 11 września     | Țiriac Foundation Trophy Bukareszt Ceglana                      | Astra Sharma                                   | 0:6, 7:5, 6:2        | Sara Errani                                 | Jaqueline Cristian Darja Semeņistaja        | Anna Bondár María Carlé Noma Noha Akugue Anca Todoni                           |
| 11 września     | Țiriac Foundation Trophy Bukareszt Ceglana                      | Angelica Moratelli Camilla Rosatello           | 7:5, 6:4             | Valentini Grammatikopoulou Anna Sisková     | Jaqueline Cristian Darja Semeņistaja        | Anna Bondár María Carlé Noma Noha Akugue Anca Todoni                           |
| 18 września     | Parma Ladies Open Parma Ceglana                                 | Ana Bogdan                                     | 7:5, 6:1             | Anna Karolína Schmiedlová                   | Anna Bondár Katarzyna Kawa                  | Jéssica Bouzas Maneiro Jaqueline Cristian Kaja Juvan Wiktorija Tomowa          |
| 18 września     | Parma Ladies Open Parma Ceglana                                 | Dalila Jakupović Irina Chromaczowa             | 6:2, 6:3             | Anna Bondár Kimberley Zimmermann            | Anna Bondár Katarzyna Kawa                  | Jéssica Bouzas Maneiro Jaqueline Cristian Kaja Juvan Wiktorija Tomowa          |
| 9 października  | Open de Rouen Capfinances Rouen Twarda (hala)                   | Viktorija Golubic                              | 6:4, 6:1             | Erika Andriejewa                            | Jaqueline Cristian Alizé Cornet             | Greet Minnen Fiona Ferro Jodie Burrage Nuria Párrizas Díaz                     |
| 9 października  | Open de Rouen Capfinances Rouen Twarda (hala)                   | Maia Lumsden Jessika Ponchet                   | 6:3, 7:6(4)          | Anna Bondár Kimberley Zimmermann            | Jaqueline Cristian Alizé Cornet             | Greet Minnen Fiona Ferro Jodie Burrage Nuria Párrizas Díaz                     |
| 23 października | Abierto Tampico Tampico Twarda                                  | Emina Bektas                                   | 6:3, 3:6, 7:6(3)     | Anna Kalinska                               | Kamilla Rachimowa Elizabeth Mandlik         | Caroline Dolehide Anastasija Tichonowa Katie Volynets Fernanda Contreras Gómez |
| 23 października | Abierto Tampico Tampico Twarda                                  | Kamilla Rachimowa Anastasija Tichonowa         | 7:6(5), 6:2          | Sabrina Santamaria Heather Watson           | Kamilla Rachimowa Elizabeth Mandlik         | Caroline Dolehide Anastasija Tichonowa Katie Volynets Fernanda Contreras Gómez |
| 30 października | Dow Tennis Classic Midland Twarda (hala)                        | Anna Kalinska                                  | 7:5, 6:4             | Jana Fett                                   | Emma Navarro Alycia Parks                   | Emina Bektas Taylor Townsend Katherine Sebov Hailey Baptiste                   |
| 30 października | Dow Tennis Classic Midland Twarda (hala)                        | Hailey Baptiste Whitney Osuigwe                | 2:6, 6:2, 10–1       | Sophie Chang Ashley Lahey                   | Emma Navarro Alycia Parks                   | Emina Bektas Taylor Townsend Katherine Sebov Hailey Baptiste                   |
| 13 listopada    | LP Open by Ind Colina Ceglana                                   | Sára Bejlek                                    | 6:2, 6:1             | Diane Parry                                 | Elizabeth Mandlik Nadia Podoroska           | Polona Hercog Julija Starodubcewa Léolia Jeanjean Panna Udvardy                |
| 13 listopada    | LP Open by Ind Colina Ceglana                                   | Julia Lohoff Conny Perrin                      | 2:6, 6:2, 10–1       | Lucciana Pérez Alarcón Daniela Seguel       | Elizabeth Mandlik Nadia Podoroska           | Polona Hercog Julija Starodubcewa Léolia Jeanjean Panna Udvardy                |
| 20 listopada    | Mundotenis Open Florianópolis Ceglana                           | Ajla Tomljanović                               | 6:1, 7:5             | Martina Capurro Taborda                     | Renata Zarazúa Nadia Podoroska              | Miriam Bulgaru Sára Bejlek Anca Todoni Carole Monnet                           |
| 20 listopada    | Mundotenis Open Florianópolis Ceglana                           | Sara Errani Léolia Jeanjean                    | 7:5, 3:6, 10–7       | Julia Lohoff Conny Perrin                   | Renata Zarazúa Nadia Podoroska              | Miriam Bulgaru Sára Bejlek Anca Todoni Carole Monnet                           |
| 27 listopada    | Argentina Open Buenos Aires Ceglana                             | Laura Pigossi                                  | 6:3, 6:2             | María Lourdes Carlé                         | Julia Riera Renata Zarazúa                  | Diane Parry Polona Hercog Elizabeth Mandlik Solana Sierra                      |
| 27 listopada    | Argentina Open Buenos Aires Ceglana                             | María Lourdes Carlé Despina Papamichail        | 6:3, 4:6, 11–9       | María Paulina Pérez García Sofia Sewing     | Julia Riera Renata Zarazúa                  | Diane Parry Polona Hercog Elizabeth Mandlik Solana Sierra                      |
| 27 listopada    | Creand Andorrà Open Andora Twarda (hala)                        | Marina Bassols Ribera                          | 7:5, 7:6(3)          | Erika Andriejewa                            | Heather Watson Alizé Cornet                 | Ella Seidel Jessika Ponchet Anastasija Sevastova Clara Tauson                  |
| 27 listopada    | Creand Andorrà Open Andora Twarda (hala)                        | Erika Andriejewa Céline Naef                   | 6:2, 6:1             | Tímea Babos Heather Watson                  | Heather Watson Alizé Cornet                 | Ella Seidel Jessika Ponchet Anastasija Sevastova Clara Tauson                  |
| 4 grudnia       | Montevideo Open Montevideo Ceglana                              | Renata Zarazúa                                 | 7:5, 3:6, 6:4        | Diane Parry                                 | Robin Montgomery María Lourdes Carlé        | Solana Sierra Ylena In-Albon Julia Riera Miriam Bulgaru                        |
| 4 grudnia       | Montevideo Open Montevideo Ceglana                              | María Lourdes Carlé Julia Riera                | 7:6(5), 7:5          | Freya Christie Yuliana Lizarazo             | Robin Montgomery María Lourdes Carlé        | Solana Sierra Ylena In-Albon Julia Riera Miriam Bulgaru                        |
| 4 grudnia       | Open Angers Arena Loire Angers Twarda (hala)                    | Clara Burel                                    | 3:6, 6:4, 6:2        | Chloé Paquet                                | Cristina Bucșa Dajana Jastremśka            | Elisabetta Cocciaretto Audrey Albié McCartney Kessler Erika Andriejewa         |
| 4 grudnia       | Open Angers Arena Loire Angers Twarda (hala)                    | Cristina Bucșa Monica Niculescu                | 6:1, 6:3             | Anna Danilina Aleksandra Panowa             | Cristina Bucșa Dajana Jastremśka            | Elisabetta Cocciaretto Audrey Albié McCartney Kessler Erika Andriejewa         |
| 11 grudnia      | Open de Limoges Limoges Twarda (hala)                           | Cristina Bucșa                                 | 2:6, 6:1, 6:2        | Elsa Jacquemot                              | Erika Andriejewa Anna Blinkowa              | Elisabetta Cocciaretto Anastasija Sevastova Loïs Boisson Harmony Tan           |
| 11 grudnia      | Open de Limoges Limoges Twarda (hala)                           | Cristina Bucșa Jana Sizikowa                   | 6:4, 6:1             | Oksana Kalasznikowa Maia Lumsden            | Erika Andriejewa Anna Blinkowa              | Elisabetta Cocciaretto Anastasija Sevastova Loïs Boisson Harmony Tan           |

## Wygrane turnieje

### Klasyfikacja tenisistek
| Wygrane | Zawodniczka                | S | D |
| ------- | -------------------------- | - | - |
| 4       | Cristina Bucșa             | 1 | 3 |
| 3       | Katarzyna Kawa             | 0 | 3 |
| 3       | Ingrid Neel                | 0 | 3 |
| 2       | Marina Bassols Ribera      | 2 | 0 |
| 2       | Ana Bogdan                 | 2 | 0 |
| 2       | Arantxa Rus                | 2 | 0 |
| 2       | Majar Szarif               | 2 | 0 |
| 2       | Aliona Bolsova             | 0 | 2 |
| 2       | Irina Chromaczowa          | 0 | 2 |
| 2       | María Lourdes Carlé        | 0 | 2 |
| 2       | Andrea Gámiz               | 0 | 2 |
| 2       | Dalila Jakupović           | 0 | 2 |
| 2       | Despina Papamichail        | 0 | 2 |
| 1       | Sára Bejlek                | 1 | 0 |
| 1       | Emina Bektas               | 1 | 0 |
| 1       | Clara Burel                | 1 | 0 |
| 1       | Sorana Cîrstea             | 1 | 0 |
| 1       | Elisabetta Cocciaretto     | 1 | 0 |
| 1       | Olga Danilović             | 1 | 0 |
| 1       | Viktorija Golubic          | 1 | 0 |
| 1       | Dajana Jastremśka          | 1 | 0 |
| 1       | Anna Kalinska              | 1 | 0 |
| 1       | Ashlyn Krueger             | 1 | 0 |
| 1       | Tatjana Maria              | 1 | 0 |
| 1       | Jasmine Paolini            | 1 | 0 |
| 1       | Diane Parry                | 1 | 0 |
| 1       | Laura Pigossi              | 1 | 0 |
| 1       | Nadia Podoroska            | 1 | 0 |
| 1       | Astra Sharma               | 1 | 0 |
| 1       | Sloane Stephens            | 1 | 0 |
| 1       | Ajla Tomljanović           | 1 | 0 |
| 1       | Wiktorija Tomowa           | 1 | 0 |
| 1       | Wang Yafan                 | 1 | 0 |
| 1       | Renata Zarazúa             | 1 | 0 |
| 1       | Tamara Zidanšek            | 1 | 0 |
| 1       | Erika Andriejewa           | 0 | 1 |
| 1       | Amina Anshba               | 0 | 1 |
| 1       | Hailey Baptiste            | 0 | 1 |
| 1       | Jodie Burrage              | 0 | 1 |
| 1       | Anna Danilina              | 0 | 1 |
| 1       | Caroline Dolehide          | 0 | 1 |
| 1       | Ulrikke Eikeri             | 0 | 1 |
| 1       | Veronika Erjavec           | 0 | 1 |
| 1       | Weronika Falkowska         | 0 | 1 |
| 1       | Alona Fomina-Klotz         | 0 | 1 |
| 1       | Olivia Gadecki             | 0 | 1 |
| 1       | Quinn Gleason              | 0 | 1 |
| 1       | Valentini Grammatikopoulou | 0 | 1 |
| 1       | Han Na-lae                 | 0 | 1 |
| 1       | Vivian Heisen              | 0 | 1 |
| 1       | Storm Hunter               | 0 | 1 |
| 1       | Jang Su-jeong              | 0 | 1 |
| 1       | Léolia Jeanjean            | 0 | 1 |
| 1       | Elixane Lechemia           | 0 | 1 |
| 1       | Julia Lohoff               | 0 | 1 |
| 1       | Maia Lumsden               | 0 | 1 |
| 1       | Greet Minnen               | 0 | 1 |
| 1       | Angelica Moratelli         | 0 | 1 |
| 1       | Céline Naef                | 0 | 1 |
| 1       | Monica Niculescu           | 0 | 1 |
| 1       | Whitney Osuigwe            | 0 | 1 |
| 1       | Ellen Perez                | 0 | 1 |
| 1       | Conny Perrin               | 0 | 1 |
| 1       | Jessika Ponchet            | 0 | 1 |
| 1       | Kamilla Rachimowa          | 0 | 1 |
| 1       | Julia Riera                | 0 | 1 |
| 1       | Camilla Rosatello          | 0 | 1 |
| 1       | Bibiane Schoofs            | 0 | 1 |
| 1       | Anna Sisková               | 0 | 1 |
| 1       | Jana Sizikowa              | 0 | 1 |
| 1       | Diana Sznajder             | 0 | 1 |
| 1       | Anastasija Tichonowa       | 0 | 1 |
| 1       | Panna Udvardy              | 0 | 1 |
| 1       | Wu Fang-hsien              | 0 | 1 |
| 1       | Wiera Zwonariowa           | 0 | 1 |

### Klasyfikacja państw
| Wygrane | Kraj              | S | D |
| ------- | ----------------- | - | - |
| 10      | Hiszpania         | 3 | 7 |
| 7       | Stany Zjednoczone | 3 | 4 |
| 5       | Australia         | 2 | 3 |
| 5       | Francja           | 2 | 3 |
| 4       | Rumunia           | 3 | 1 |
| 4       | Włochy            | 2 | 2 |
| 4       | Argentyna         | 1 | 3 |
| 4       | Słowenia          | 1 | 3 |
| 4       | Polska            | 0 | 4 |
| 3       | Holandia          | 2 | 1 |
| 3       | Niemcy            | 1 | 2 |
| 3       | Szwajcaria        | 1 | 2 |
| 3       | Estonia           | 0 | 3 |
| 3       | Grecja            | 0 | 3 |
| 2       | Egipt             | 2 | 0 |
| 2       | Czechy            | 1 | 1 |
| 2       | Korea Południowa  | 0 | 2 |
| 2       | Wenezuela         | 0 | 2 |
| 2       | Wielka Brytania   | 0 | 2 |
| 1       | Brazylia          | 1 | 0 |
| 1       | Bułgaria          | 1 | 0 |
| 1       | Chiny             | 1 | 0 |
| 1       | Meksyk            | 1 | 0 |
| 1       | Serbia            | 1 | 0 |
| 1       | Ukraina           | 1 | 0 |
| 1       | Belgia            | 0 | 1 |
| 1       | Chińskie Tajpej   | 0 | 1 |
| 1       | Kazachstan        | 0 | 1 |
| 1       | Norwegia          | 0 | 1 |
| 1       | Węgry             | 0 | 1 |